# تشاونسي ديفيس
تشاونسي ديفيس (بالإنجليزية: Chauncey Davis)‏ هو لاعب كرة قدم أمريكية أمريكي، ولد في 27 يناير 1983.

## وصلات خارجية
- تشاونسي ديفيس على موقع مرجع كرة القدم المحترفة.كوم (الإنجليزية)